# Oleșești, Vrancea
Oleșești este un sat în comuna Țifești din județul Vrancea, Moldova, România.
1. ↑  „Recensământul Populației și al Locuințelor 2002 - populația unităților administrative pe etnii”. Kulturális Innovációs Alapítvány (KIA.hu - Fundația Culturală pentru Inovație). Arhivat din original la 14 octombrie 2013. Accesat în 6 august 2013.

 Acest articol despre o localitate din județul Vrancea este deocamdată un ciot. Puteți ajuta Wikipedia prin completarea lui.